# Floor Kist
Florentius Willem (Floor) Kist (Den Haag, 6 augustus 1935) is een Nederlandse oud-diplomaat, Kanselier der Huisorden, en schrijver van cabaretteksten en columns.

## Opleiding en literaire carrière

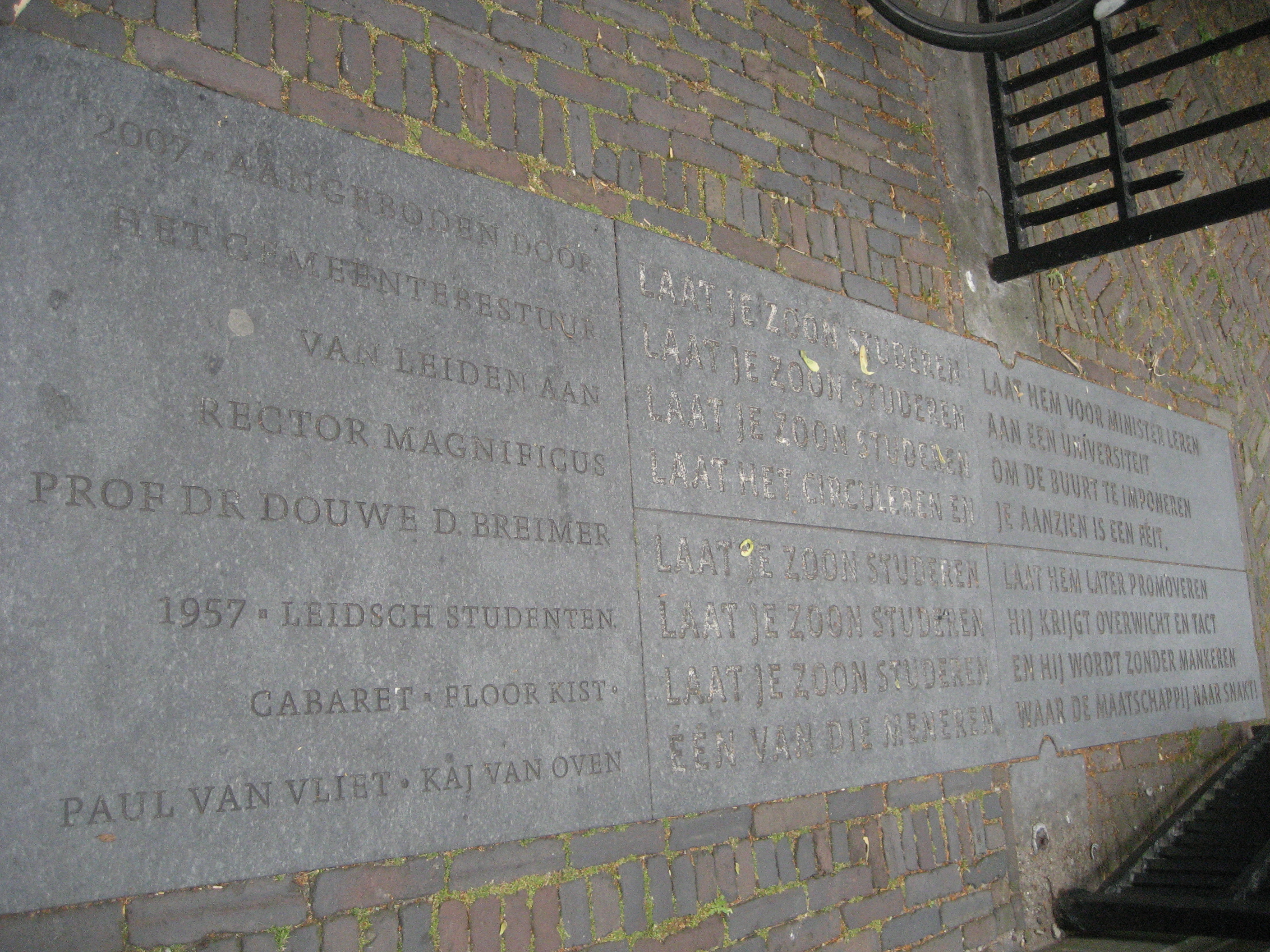
Cabaretlied "Laat je zoon studeren" in steen aan het Rapenburg

Kist studeerde na het gymnasium in Den Haag en de Phillips Academy in Andover (Massachusetts), rechten aan de Universiteit Leiden, waar hij de latere cabaretier Paul van Vliet leerde kennen met wie hij in 1957 het Leidsch Studenten Cabaret (1957-1961) oprichtte en voor wie hij teksten bleef schrijven.
Als columnist schreef Kist voor Elsevier (1960-1965), NRC Handelsblad (1975-1979) en de Haagsche Courant (1982-2002). In 2002 verscheen een selectie van de columns uit deze drie bladen onder de titel Columns 1960-2002, en In 2011 verscheen bij Leiden University Press een bundel met meer dan 900 uitspraken uit deze columns onder de titel Slijpsteentjes voor de geest.
Kist was van 2004 tot 2007 voorzitter van de Maatschappij der Nederlandse Letterkunde in Leiden.

## Ambtelijke carrière
Kist was van 1 november 1983 tot en met 31 december 1986 Algemeen Secretaris en van 1 november 1986 tot en met 30 juni 1998 grootmeester van de koningin. Daarvoor werkte hij als perschef van de Holland-Amerika Lijn in Rotterdam, tot hij in 1965 in de Buitenlandse Dienst van het ministerie van Buitenlandse Zaken belandde. Als diplomaat was hij werkzaam op ambassades in Warschau (1966-1968), Washington D.C. (1968-1970) en Bern (1970-1973) en als consul generaal in San Francisco (1980-1983). 
Van 1973 tot 1977 was hij in Den Haag belast met de werving en opleiding van jonge academici voor de Nederlandse Buitenlandse Dienst. Hierna kreeg hij een benoeming op de ambassade in Mexico-Stad (1977-1980), om zijn carrière in het buitenland te beëindigen als Consul-Generaal in San Francisco (1980-1983).
Van 1 oktober 1999 tot 1 juli 2014 was hij kanselier der huisorden.

## Persoonlijk
Kist is een telg uit het geslacht Kist en een zoon van mr. Florentius Cornelis Kist (1909-1995), advocaat-generaal bij de Hoge Raad der Nederlanden, en Françoise Renée Boland (1911-1991). Hij is gehuwd met de juriste Lyda Verstegen; zij hebben drie kinderen. Ewald Kist is zijn broer, Jan Geurt Gaarlandt zijn zwager en A.W. Kist zijn volle neef.

## Onderscheidingen
- Erekruis in de Huisorde van Oranje (26 mei 1998)
- Groot Erekruis in de Huisorde van Oranje (2 november 2010)[3]

## Beknopte bibliografie
- 1979: Heimwee en vergrijzing
- 1985: De wereld op donderdag. Columns
- 2002: Columns 1960-2002
- 2006: De kunst van het mooie kinderen krijgen
- 2010: Waarom de Amerikanen geen Nederlands spreken
- 2011: Slijpsteentjes voor de geest

- Digitale Bibliotheek voor de Nederlandse Letteren: kist006
- International Standard Name Identifier: 0000 0000 2428 9428
- Library of Congress Control Number: n79113406
- MusicBrainz: 34a5a7a7-2f9f-4d4a-986f-765d594a5caa
- Nederlandse Thesaurus van Auteursnamen: 229331149
- Système universitaire de documentation: 194966267
- Virtual International Authority File: 16054017
- WorldCat: E39PBJgCGvkGxrwQcTDtdJRHYP